# Edi Stöllinger
Eduard Stöllinger (Salisburgo, 19 novembre 1948 – Schwanenstadt, 16 settembre 2006) è stato un pilota motociclistico austriaco.

## Carriera
Dopo aver fatto il suo esordio a livello nazionale, vincendo i campionati austriaci della 250 nel 1974 e di 250 e 350 nel 1978, Stöllinger fece il suo esordio nel Motomondiale nel 1977, ottenendo i suoi primi punti iridati nel 1979, anno in cui corse tre Gran Premi in 250, vincendo in Belgio (gara che molti piloti rifiutarono di disputare, dato che il nuovo manto stradale del tracciato era troppo scivoloso), e uno in 350. In quello stesso anno si riconfermò campione nazionale in 250 e 350.
Nel 1980 corse tre Gran Premi in 250 e uno in 350. Nel 1981 corse due Gran Premi in 250 e due in 350. Ha ottenuto in totale 59 punti e ha sempre corso a bordo di una Kawasaki.
Rimase ucciso durante una manifestazione di moto storiche a Schwanenstadt, in Austria, il 16 settembre 2006.

## Risultati nel motomondiale

### Classe 250
| 1977 | Classe | Moto   |   |    |    |   |   |   |   |   |   |   |   |    |   |  | Punti | Pos. |
| ---- | ------ | ------ | - | -- | -- | - | - | - | - | - | - | - | - | -- | - |  | ----- | ---- |
| 1977 | 250    | Yamaha | - | NE | 12 | - | - | - | - | - | - | - | - | 20 | - |  | 0     |      |

| 1978 | Classe | Moto   |   |   |    |   |   |    |   |   |   |   |    |    |   |  | Punti | Pos. |
| ---- | ------ | ------ | - | - | -- | - | - | -- | - | - | - | - | -- | -- | - |  | ----- | ---- |
| 1978 | 250    | Yamaha | - | - | NE | - | - | NQ | - | - | - | - | 22 | 12 | - |  | 0     |      |

| 1979 | Classe | Moto     |   |    |     |     |     |   |    |   |   |   |   |   |    |  | Punti | Pos. |
| ---- | ------ | -------- | - | -- | --- | --- | --- | - | -- | - | - | - | - | - | -- |  | ----- | ---- |
| 1979 | 250    | Kawasaki | - | NE | Rit | Rit | Rit | 5 | 11 | 1 | - | - | 7 | 8 | 14 |  | 28    | 9º   |

| 1980 | Classe | Moto     |   |  |     |  |  |  |  |   |   |  |  |  |  |  | Punti | Pos. |
| ---- | ------ | -------- | - |  | --- |  |  |  |  | - | - |  |  |  |  |  | ----- | ---- |
| 1980 | 250    | Kawasaki | 7 |  | Rit |  |  |  |  | 4 | 7 |  |  |  |  |  | 16    | 11º  |

| 1981 | Classe | Moto     |  |    |   |   |  |    |  |  |  |  |  |  |  |  | Punti | Pos. |
| ---- | ------ | -------- |  | -- | - | - |  | -- |  |  |  |  |  |  |  |  | ----- | ---- |
| 1981 | 250    | Kawasaki |  | NE | 7 | 8 |  | NE |  |  |  |  |  |  |  |  | 7     | 22º  |

| Legenda | 1º posto        | 2º posto            | 3º posto            | A punti      | Senza punti        | Grassetto – Pole position Corsivo – Giro più veloce |
| Legenda | Gara non valida | Non qual./Non part. | Ritirato/Non class. | Squalificato | '-' Dato non disp. | Grassetto – Pole position Corsivo – Giro più veloce |

### Classe 350
| 1977 | Classe | Moto   |   |    |    |   |   |   |   |   |    |   |   |   |   |  | Punti | Pos. |
| ---- | ------ | ------ | - | -- | -- | - | - | - | - | - | -- | - | - | - | - |  | ----- | ---- |
| 1977 | 350    | Yamaha | - | AN | 15 | - | - | - | - | - | NE | - | - | - | - |  | 0     |      |

| 1978 | Classe | Moto   |   |    |    |   |   |   |    |   |   |   |   |    |   |  | Punti | Pos. |
| ---- | ------ | ------ | - | -- | -- | - | - | - | -- | - | - | - | - | -- | - |  | ----- | ---- |
| 1978 | 350    | Yamaha | - | NE | 14 | - | - | - | NE | - | - | - | - | 18 | - |  | 0     |      |

| 1979 | Classe | Moto     |   |   |  |     |    |     |   |    |    |   |    |     |     |  | Punti | Pos. |
| ---- | ------ | -------- | - | - |  | --- | -- | --- | - | -- | -- | - | -- | --- | --- |  | ----- | ---- |
| 1979 | 350    | Kawasaki | - | 7 |  | Rit | 12 | Rit | - | NE | NE | - | 21 | Rit | Rit |  | 4     | 24º  |

| 1980 | Classe | Moto     |    |    |    |    |  |    |    |  |  |  |  |  |  |  | Punti | Pos. |
| ---- | ------ | -------- | -- | -- | -- | -- |  | -- | -- |  |  |  |  |  |  |  | ----- | ---- |
| 1980 | 350    | Kawasaki | 10 | NE | 17 | NE |  | NE | NE |  |  |  |  |  |  |  | 1     | 24º  |

| 1981 | Classe | Moto     |  |    |   |  |    |    |  |  |    |    |  |    |    |  | Punti | Pos. |
| ---- | ------ | -------- |  | -- | - |  | -- | -- |  |  | -- | -- |  | -- | -- |  | ----- | ---- |
| 1981 | 350    | Kawasaki |  | 10 | 9 |  | NE | NE |  |  | NE | NE |  | NE | NE |  | 3     | 26º  |

| Legenda | 1º posto        | 2º posto            | 3º posto            | A punti      | Senza punti        | Grassetto – Pole position Corsivo – Giro più veloce |
| Legenda | Gara non valida | Non qual./Non part. | Ritirato/Non class. | Squalificato | '-' Dato non disp. | Grassetto – Pole position Corsivo – Giro più veloce |